# Rapporteur parlementaire
Pour les articles homonymes, voir Rapporteur (homonymie).
Le rapporteur parlementaire est un membre de parlement désigné pour porter un projet ou une proposition de loi.

## France
En France, le rapporteur parlementaire est un député ou sénateur désigné au sein d'une commission d'étude pour analyser un projet de loi ou une proposition. Il présente en séance publique son point de vue, ses observations et ses amendements.

## Union européenne
→ Rapporteur (Parlement européen)
Le rapporteur est un membre du Parlement européen responsable de la gestion d’une proposition législative aussi bien pour la procédure que pour son contenu, au nom de la Commission européenne, du Conseil ou du Parlement. Il est nommé par un de ces organes et chargé de préparer un rapport qui sera ensuite voté. Il a une influence importante sur la procédure d’adoption de la législation européenne.